# Buchholz (Hückeswagen)
Buchholz ist eine Ortschaft in Hückeswagen im Oberbergischen Kreis im Regierungsbezirk Köln in Nordrhein-Westfalen in Deutschland.

## Lage und Beschreibung
Buchholz liegt im nördlichen Hückeswagen an der Bundesstraße 483 (B483) zwischen Hückeswagen und Linde. Weiterer Nachbarorte sind  Wüste, Funkenhausen, Frohnhausen und Mickenhagen. Ein Quellbach des Frohnhauser Bachs entspringt südlich von Buchholz.

## Geschichte
1484 wurde der Ort das erste Mal in Kirchenrechnungen urkundlich erwähnt. Schreibweise der Erstnennung: tom Bockholt. Im 18. Jahrhundert gehörte der Ort zum bergischen Amt Bornefeld-Hückeswagen.
Im Gemeindelexikon für die Provinz Rheinland werden 1885 drei Wohnhäuser mit 37 Einwohnern angegeben. Der Ort gehörte zu dieser Zeit zur Landgemeinde Neuhückeswagen innerhalb des Kreises Lennep. 1895 besitzt der Ort drei Wohnhäuser mit 25 Einwohnern, 1905 drei Wohnhäuser und 24 Einwohner.

## Wander- und Radwege
Folgende Wanderwege führen durch den Ort:
- Der Hückeswagener Rundweg ◯